# Joan Càrpat
Joan Càrpat (en llatí Joannes Carpathius, en grec Ἰωάννης Καρπάθιος), fou un bisbe de l'illa de Kàrpathos. A petició dels monjos de l'Índia va escriure una obra en 100 capítols titulada πρὸς τοὺς ἀπὸ Ἰνδίας προτρέψαντας μοναχοὺς παρακλητικόν que s'ha conservat. Existeixen també alguns escrits ascètics escrits per ell que es conserven en manuscrit.